# Offiziersbund
Der Offiziersbund (auch: Offiziersverschwörung) war eine geheime Widerstandsgruppe von Schweizer Offizieren im Zweiten Weltkrieg mit der Zielsetzung, im Falle einer Schweizer Kapitulation nach einem Angriff durch Nazi-Deutschland den bewaffneten Kampf fortzuführen.

## Entstehung und Zielsetzung
Unter dem Eindruck der Kapitulation Frankreichs und der mehrdeutig interpretierbaren Radioansprache von Bundespräsident Marcel Pilet-Golaz vom 25. Juni 1940 beschlossen die Hauptleute Alfred Ernst, Hans Hausamann und Max Waibel zusammen mit Korporal August R. Lindt (ein Mitarbeiter im Büro Ha), einen geheimen Bund zu gründen. Dieser setzte sich zum Ziel, dass die Armee auch dann kämpfen solle, wenn der Bundesrat und die Armeeführung kapitulierten. Diese Gremien sollten in einem solchen Fall gefangen gesetzt werden.

## Gründungsversammlung und Manifest
An der Gründungsversammlung am 21. Juli 1940 in Luzern nahmen 19 Offiziere und Kpl Lindt teil. Das Manifest forderte den unbedingten bewaffneten Widerstand und die Erneuerung der Schweiz, die auf folgenden Grundgedanken beruhen soll: soldatische Kameradschaft und Disziplin, föderatives Prinzip, unbedingte Achtung vor Einzelpersönlichkeit und Familie sowie Ablehnung der Idee des totalen Staates. Zwei Offiziere unterschrieben das Manifest nicht: der Nachrichtenoffizier der 5. Division, welcher im Auftrag seines Stabschefs als Beobachter an die Versammlung gesandt worden war, und ein Hauptmann, der sich in einem Gewissenskonflikt zu seinem Vorgesetzten Gustav Däniker sah.
Die Verabschiedung des Manifestes war nicht der einzige Punkt an der Versammlung in Luzern. Zur Auslösung des Ernstfalls wurde das Stichwort «Nidwalden» festgelegt. Die teilnehmenden Offiziere sollten dafür in ihren Kommandobereichen entsprechende Vorkehrungen treffen und weitere Vertrauensleute miteinbeziehen.

## Aufdeckung und weiterer Verlauf
Am 29. Juli verschickte Alfred Ernst per Kurier Einladungen für eine weitere Zusammenkunft, geplant für den 4. August, an einen ausgewählten Kreis von Stabsoffizieren. Einer der Adressaten, der Nachrichtenchef des 4. Armeekorps, war urlaubshalber abwesend. Da die Nachricht nicht signiert war, wurde sie an seinen Stellvertreter weitergeleitet. Da nicht klar war, ob es sich um eine mit dem Armeeoberkommando abgestimmte Aktion handelte oder nicht, wurde der Vorgang im weiteren Verlauf dem Oberauditorat übergeben, autorisiert von General Guisan. Der militärische Untersuchungsrichter ermittelte zunächst in Richtung einer verschwörerischen, defätistischen Organisation und Hochverrat.
Aufgrund der Vorermittlungen wurden am 3. August die Offiziere Alfred Ernst, Hans Hausamann und Max Waibel unter Arrest gesetzt und ihrer Funktionen mit sofortiger Wirkung enthoben. Dem Mitarbeiter von Hausamann, Korporal August R. Lindt, gelang es, den Politiker Hans Oprecht über die Verhaftungen zu kontaktieren und ihn über die Zielsetzungen der Verschwörung zu orientieren. Die Kontakte von Oprecht führten zu einer breit abgestützten, über Parteigrenzen hinweg führenden Sympathie für die Offiziere. Auch der Generalstabschef Jakob Huber unterstützte die Absichten der Offiziere. General Guisan reduzierte das vom Oberauditor geforderte Strafmass und verurteilte die Offiziere schliesslich mit Disziplinarstrafen von drei bis 15 Tagen «scharfer Arrest». Die übrigen Beteiligten erhielten einen schriftlichen Verweis. Insgesamt wurde gegen 32 Armeeangehörige ermittelt. Die genaue Anzahl der Beteiligten ist nicht mehr eruierbar, da Korporal Lindt das Mitgliederverzeichnis kurz vor seiner Verhaftung vernichtete. Alle verurteilten Offiziere wurden wieder in ihre ursprünglichen Funktionen eingesetzt. Einige von ihnen erhielten, auf ausdrücklichen Wunsch von Guisan, direkten Zugang zu ihm.

## Rezeption
Eine abschliessende Beurteilung, ob es sich um eine verschwörerische, für einen Staatsstreich geeignete Organisation handelte, ist gemäss dem Historiker Willi Gautschi nicht mehr schlüssig feststellbar. Im Kontext der damaligen Zeit weist Gautschi darauf hin, dass die Idee der involvierten Offiziere einem breit abgestützten Konsens von Politik und Öffentlichkeit entsprach, der im Gegensatz zu den Bemühungen von Ulrich Wille junior und Gustav Däniker stand. Unbestritten ist, dass die massgeblichen Offiziere sich in die legalen Gruppen und Bewegungen wie Gotthardbund und Aktion Nationaler Widerstand einbringen konnten, z. B. Walter Allgöwer und Gerhart Schürch. Ebenso war ihnen durch ihr Engagement im Offiziersbund die militärische Karriere nicht verwehrt. Alfred Ernst wurde später Korpskommandant des 2. Armeekorps.